# Alexei Walentinowitsch Uljukajew

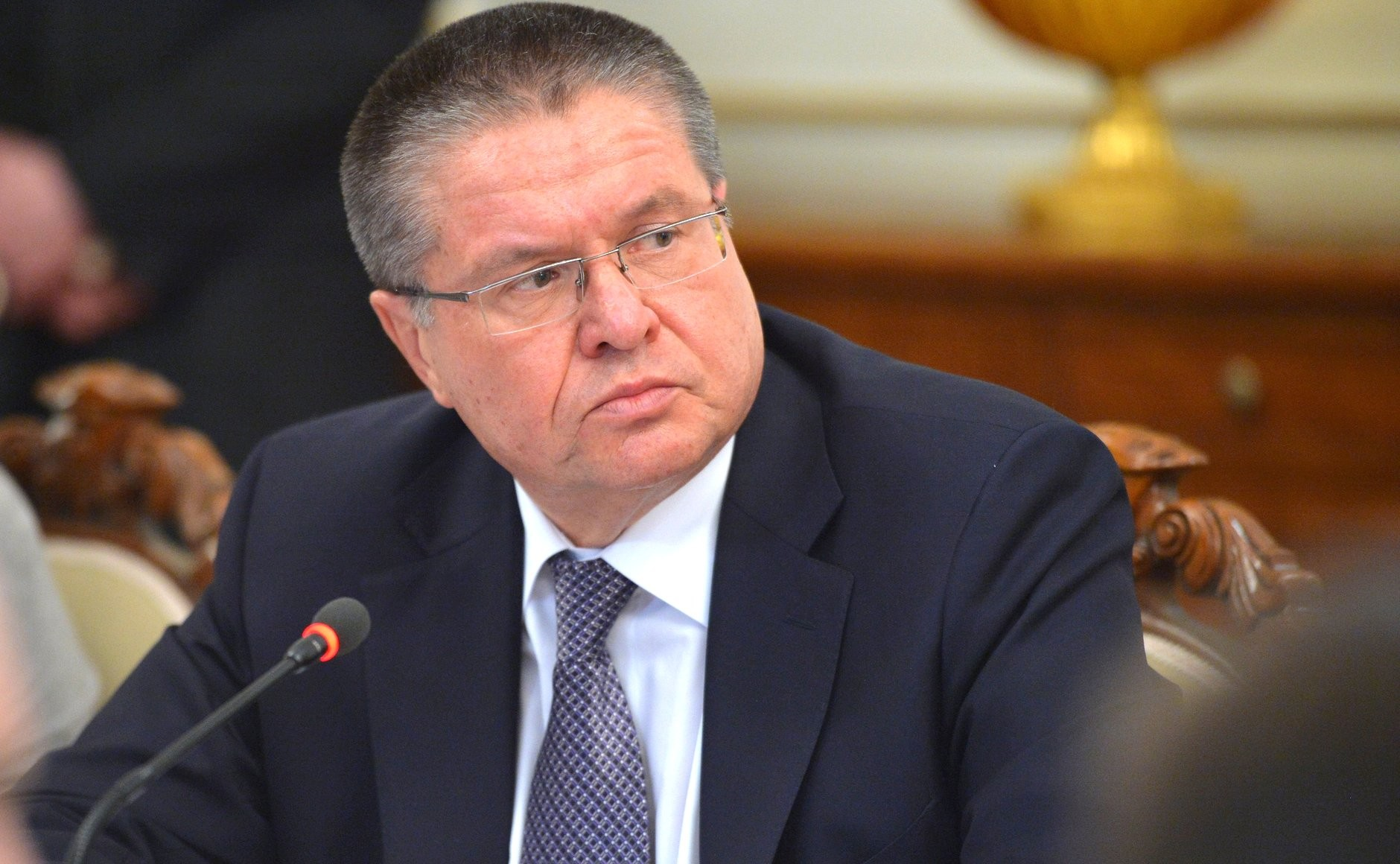
Alexei Uljukajew (2015)

Alexei Walentinowitsch Uljukajew (russisch Алексей Валентинович Улюкаев; * 23. März 1956 in Moskau) ist ein russischer Politiker. Von 24. Juni 2013 bis 15. November 2016 war er Minister für wirtschaftliche Entwicklung der Russischen Föderation.

## Leben
Uljukajew studierte Wirtschaft an der ökonomischen Fakultät der Lomonossow-Universität in Moskau. Das Studium schloss er 1979 erfolgreich ab und absolvierte anschließend bei der Fakultät seine Aspirantur, die er 1982 erfolgreich beendete.
In den 1990er Jahren war er Berater der Regierung der Russischen Föderation.
2001 wurde Uljukajew zum Wirklicher Staatsrat 1. Klasse der Russischen Föderation befördert.
Von 2004 bis 2013 war Uljukajew Erster Stellvertreter des Präsidenten der Zentralbank der Russischen Föderation, Sergei Ignatjew. Anschließend wurde er Nachfolger von Andrei Beloussow als Wirtschaftsminister.
Uljukajew spricht neben Russisch noch Englisch und Französisch.

## Politik
Im Juni 1994 wurde er Mitglied der Partei Demokratische Wahl Russlands. Bei der Dumawahl 1995 kandidierte er auf der Liste des Blocks Demokratische Wahl Russlands – Vereinte Demokraten. Von 1996 bis 1998 war er Abgeordneter der Moskauer Stadtduma. Bei der Dumawahl 1999 trat er für die Union der rechten Kräfte an, wurde jedoch erneut nicht gewählt.
Während der Rubel-Inflation 2014 äußerte sich Uljukajew deutlich anders als Putin, der ausländische Spekulanten als Verantwortliche bezeichnete. Uljukajew nannte verschleppte Reformen und Nicht-Handeln als Ursachen. Die ursprüngliche Agenda des Wirtschaftsministeriums, „wirtschaftliche Liberalisierung, Privatisierung staatlicher Unternehmen, Anziehung ausländischer Direktinvestitionen, Verbesserung des Geschäftsklimas, war für den Kreml fast zu einem Tabu geworden“ schrieb die Nowaja gaseta später.
Im Interview mit der Frankfurter Allgemeinen Zeitung war Uljukajew im November 2014 selbstkritisch. Er kritisierte u. a. das Vorgehen der Behörden gegen den Ölkonzern Baschneft, den Mehrheitseigentümer festzusetzen und die Anteile einzuziehen. Uljukajew wollte nicht ein möglicherweise illegales Vorgehen unterstützen; die Nowaja gaseta schrieb: „Uljukajew lehnte es jedoch ab, sich auf einen Deal über Rosnefts tatsächlichen Selbstrückkauf zu einigen, der die Kapitalbeschaffung von VTB beinhaltete – erstens aus prinzipiellen Gründen und zweitens, weil er nicht bereit war, an einer Transaktion teilzunehmen, die er als vorgetäuscht und daher möglicherweise illegal ansah.“
Nach Setschins Sieg in dieser Schlacht ging Uljukajew zum Präsidenten und legte seinen Rücktritt auf den Tisch. Stattdessen wurde er kurze Zeit später verhaftet. Er war der erste russische Minister, der seit dem Ende der Sowjetunion im Amt verhaftet wurde.

## Korruptionsvorwurf
Am 14. November 2016 wurde Uljukajew verhaftet und unter Hausarrest gestellt. Am 15. November 2016 wurde Uljukajew durch einen Präsidentenerlass mit der Begründung des Vertrauensverlustes als Wirtschaftsminister entlassen. Zu seinem kommissarischen Nachfolger wurde sein ehemaliger Stellvertreter, Jewgeni Jelin, ernannt.
Uljukajew wird vorgeworfen, als ursprünglicher Gegner der Übernahme des Ölkonzerns Baschneft zwei Millionen Dollar Schmiergeld angenommen zu haben. Dabei soll er auf frischer Tat bei der Übergabe des Schmiergeldes im Büro von Igor Setschin ertappt worden sein, in der angeblichen Meinung, er würde Würste oder Dokumente zum geführten Gespräch erhalten. Die Tagesschau unterstellte politische Motive und damit Präsident Putin, Uljukajew loswerden zu wollen. Weitere Kommentatoren wie Anton Pominow, der Direktor von Transparency International Russland, zweifeln die Vorwürfe gegen Uljukajew nur schon rein aufgrund der für einen Minister zu geringen Summe an. Anatoli Tschubais sagte, wenn es stimmen würde, dass Uljukajew Rosneft erpresst hätte, müsste er sagen, dass er ganz plötzlich und überraschend nicht mehr verstehe, wie das ihm bestens bekannte System funktioniere. Gleb Pawlowski nannte den Vorwurf, wonach Uljukajew Rosneft bedrängt hätte, kompletten Unsinn, wenn es doch um eine Sache ging, die Putin entscheide. Das Verfahren gilt darum als konstruiert, die Nowaja gaseta schrieb zum angeblichen Vorgang, dass dieser schlicht gar nicht stimmen könne und stellte vielmehr Fragen zur Rolle Putins und zum Nutznießer des Verkaufs von über 19 Prozent der Rosneft-Aktien während des Kaufs von Baschneft, da Rosneft die Mittel zum Zeitpunkt des Kaufes gar nicht gehabt hätte.
Am 16. August 2017 begann vor einem Bezirksgericht in Moskau der Prozess gegen Uljukajew. Auf die Frage, wie das Verfahren ausgehen werde, antwortete Uljukajew, der sich seit November 2016 erstmals wieder öffentlich äußern konnte, dass es „aus einer historischen Sicht gut ausgehen“ werde.
Von den Gesprächen am fraglichen Tag gab es verschiedene Aufzeichnungen, deren Veröffentlichung durch das Gericht von Setschin als stümperhaft bezeichnet wurde. Setschin bat gemäß der Aufzeichnungen Uljukajew, bei Gazprom vorbeizukommen. Während des aufgezeichneten Gesprächs über Unternehmensfragen kam es von Seiten Setschins zu einem abrupten Themawechsel. Es war auch die Einschätzung zu hören, Setschin hätte sich im Gespräch nicht deutlich genug ausgedrückt für ein Beweismittel. Am 12. Oktober wurden die Videos gezeigt und es fiel der Korrespondentin der Nowaja gaseta auf, dass Uljukajew die Tasche einfach hoch hob, die laut Untersuchung mit den 2 Millionen Dollar gut 20 Kilogramm schwer gewesen wäre. Die britische BBC hätte im November durch ein Leak die Einvernahmeprotokolle von Igor Setschin erhalten, gemäß derer es Uljukajew gewesen wäre, der das Treffen vorgeschlagen hätte. Dies widersprach den gehörten Telefonaufzeichnungen. Igor Setschin hatte bis zum 22. November 2017 drei Vorladungen vor das Gericht nicht wahrgenommen und wurde für den 27. November ein viertes Mal aufgeboten. Setschin war auch zum vierten Vorladungstermin am 27. November nicht erschienen. Bei der Berufungsverhandlung im April 2018 trat Setschin als Zeuge auf, durfte seine Aussagen jedoch unter Ausschluss der Öffentlichkeit machen.
Am 15. Dezember 2017 wurde Uljukajew zu acht Jahren Haft in einem Straflager sowie einer Zahlung von 130 Millionen Rubel (entspricht 1,87 Millionen Euro) verurteilt. Zudem verliert er seinen Beamtenstatus. Die Staatsanwaltschaft hatte zehn Jahre Haft in einem Hochsicherheitsgefängnis gefordert. Vor seiner Urteilsverkündung meldete sich Uljukajew ein letztes Mal zu Wort. Er hob insbesondere die verwunderliche Verwandlung des Opfers Setschin zu einem Zeugen und dann in einen „Phantom-Zeugen“ hervor. Weiter sagte er: „Mein Fall hat wie ein Zirkus öffentliches Interesse geweckt: Ein Gladiator im Rentneralter verteidigte sich mit einem Kartonschwert und die Leute schauten von ihren bequemen Sesseln belustigt zu. (…) Schuld oder Unschuld war lange zuvor entschieden. Das gilt aber für jeden von euch. (…) Ich fühle mich aber schuldig, dass ich zu viele Kompromisse eingegangen bin. Ich wählte einfache Wege aus, bevorzugte Karriere und Wohlstand. Ich war heuchlerisch und darauf fokussiert, persönliche Beziehungen aufzubauen. Wenn du selbst in eine missliche Lage gerätst, begreifst du, wie schwer es die einfachen Menschen wirklich haben und wie viel Ungerechtigkeit ihnen angetan wird. Wenn es dir aber gut geht, wendest du dich schamlos von menschlicher Trauer ab. Verzeihen Sie mir diese Fehler!“
In der Berufungsverhandlung im April 2018 verlangte die Verteidigung, auf die veränderten Aussagen von Igor Setschin zumindest mit einer Strafminderung zu reagieren. So hätte Setschin dem Vernehmen nach ausgesagt, dass Uljukajew gar nie in der Lage gewesen wäre, den Baschneft-Deal zu verhindern. Der Artikel, aufgrund dessen Uljukajew verurteilt worden sei, sei demnach gar nicht mehr maßgeblich. Die Aussage Setschins zu den angeblichen Vorgängen in Goa im Herbst 2016 nannte Uljukajew „absurd“.
Das Gericht beließ das Strafmaß unverändert, es hob einzig den zukünftigen Ausschluss von politischen Ämtern auf. Der Entscheid wird nicht veröffentlicht. Einen Antrag auf Aussetzung seiner Haftstrafe zur Bewährung wurde schließlich von einem Gericht in Twer am 27. April 2022 stattgegeben. Im Mai 2022 wurde daraufhin Uljukajew freigelassen.

## Familie
Uljukajew ist verheiratet und hat zwei Söhne und eine Tochter.

## Auszeichnungen
- Orden der Ehre[35] (1. August 2006)
- Verdienstorden für das Vaterland IV. Klasse[36] (17. Juni 2010)